# واله هرموسو
واله هرموسو (به اسپانیایی: Valle Hermoso) یک منطقهٔ مسکونی در آرژانتین است که در بخش پونیلا واقع شده‌است. واله هرموسو ۵٬۴۸۶ نفر جمعیت دارد و ۱٬۰۰۰ متر بالاتر از سطح دریا واقع شده‌است.